# Reena Wichmann
Reena Wichmann (* 12. Januar 1998 in Düsseldorf) ist eine deutsche Fußballspielerin.

## Karriere

### Vereine
Wichmann begann das Fußballspielen bei der SG Findorff und gelangte über den VfL 07 Bremen im Sommer 2013 in die Jugendabteilung von Werder Bremen. Dort lief sie zunächst für die B-Juniorinnen in der Bundesliga Nord/Nordost auf und erreichte mit der Mannschaft 2015 das Finale um die Deutsche Meisterschaft, wo man sich Turbine Potsdam jedoch mit 1:3 geschlagen geben musste. Seit der Saison 2015/16 gehört sie dem Kader der Frauenmannschaft an, der kurz zuvor der Aufstieg in die Bundesliga gelangen war. Ihr Bundesligadebüt feierte sie am 20. März 2016 (16. Spieltag) beim 1:0-Heimerfolg gegen den SC Freiburg. Am 16. Mai 2016 (22. Spieltag) gelang ihr mit dem Treffer zum 1:4-Endstand gegen den 1. FFC Turbine Potsdam ihr erstes Bundesligator für die zu diesem Zeitpunkt bereits als Absteigerinnen feststehenden Bremerinnen. In der abgelaufenen Saison 2016/17 trug sie mit 20 Punktspielen, in denen sie sieben Tore erzielte, zur Meisterschaft und der Rückkehr in die Bundesliga bei. In dieser Spielklasse kam sie jedoch nicht zum Einsatz, da sie sich in die Vereinigten Staaten begab um an der in Elon ansässigen, gleichnamigen und privaten Universität ein Erstsemester zu bestreiten. Sie wurde in das Sport-Team, die Phoenix, aufgenommen. Sie kam vom 18. August bis zum 22. Oktober 2017 in 17 Meisterschaftsspielen in der Colonial Athletic Association zum Einsatz und erzielte drei Tore. Nach Deutschland zurückgekehrt bestritt sie in der Saison 2018/19 20 Bundesligaspiele, in denen sie zwei Tore erzielte. Anschließend bestritt sie 14 Zweitligaspiele, in denen sie ebenfalls zwei Tore erzielte und erneut zur Meisterschaft beitrug. Seit der Saison 2020/21 ist sie mit ihrem Verein in der Bundesliga vertreten.

### Nationalmannschaft
Wichmann debütierte als Nationalspielerin in der U15-Nationalmannschaft in zwei am 30. Oktober und 2. November 2012 in Freundschaft ausgetragenen Vergleichen mit der U15-Nationalmannschaft Schottlands, die beide mit 3:1 gewonnen wurden.

## Erfolge
- Finalistin Deutsche B-Juniorinnen-Meisterschaft 2014/15 (mit Werder Bremen)
- Meisterin der 2. Bundesliga Nord 2016/17 und 2. Bundesliga 2019/20 (mit Werder Bremen)
- DFB-Pokal-Finalistin: 2024/25 (mit Werder Bremen)